# Louis Gigot
Louis Auguste Joseph Gigot (Chimay, 20 april 1844 - Sint-Gillis, 29 april 1895) was een Belgisch volksvertegenwoordiger en burgemeester.

## Levensloop
Gigot was een zoon van de koopman Auguste Gigot en van Joséphine Fanuel. Hij trouwde met Élène Libert.
Hij werd burgemeester van Chimay in 1879 en bekleedde dit ambt tot in 1891.
In 1882 werd hij verkozen tot liberaal volksvertegenwoordiger voor het arrondissement Thuin en vervulde dit mandaat tot in 1890.